# Serhiivka, Hoșcea
Serhiivka (în ucraineană Сергіївка) este un sat în comuna Poseahva din raionul Hoșcea, regiunea Rivne, Ucraina.

## Demografie
Componența lingvistică a localității Serhiivka
     Ucraineană (99,51%)
     Alte limbi (0,49%)
Conform recensământului din 2001, majoritatea populației localității Serhiivka era vorbitoare de ucraineană (99,51%), existând în minoritate și vorbitori de alte limbi.